# Izarra
Izarra es un concejo del municipio de Urcabustaiz, en la provincia de Álava, País Vasco.

## Etimología
Aparece como Yçarra en documento de 1257, así como Izarra en documento conservado en el Real Archivo de Simancas. El apellido del mismo nombre aparece como Izarra (Sánchez de) en documento de 1487 del Fuero de Ayala.

## Historia
Históricamente lugar señorial del valle y hermandad de Urcabustaiz, en el siglo XIX Becerro de Bengoa hacía una descripción de Izarra: «Izarra tiene un abundante manantial de frías y limpias aguas, cobijado por un arco de piedra a cuya salida se forma un gran riachuelo. Avanzando por las ásperas y pedregosas calles que forman las paredes de las semicirculares huertas y eras, llegué a la arboleda que adorna la iglesia. Cada casa aislada tiene al lado su cabaña para almacenar el alimento del ganado. Las puertas y ventanas están al mediodía; en las demás paredes apenas hay algún estrecho respiradero. Las cabañas y cuadras están cubiertas, en sus paredes exteriores, de ramas y hojarasca, cortadas y sostenidas por grandes leños para el abrigo y para la nutrición de las cabras. Todo esto indica que el país es extremadamente frío, y que aquellos inviernos son horribles. La iglesia misma, situada en un alto que hermosos nogales y fresnos sombrean, tiene su reducido pórtico cerrado, gruesas las paredes y estrechas las ventanas; en defensa contra las intemperies. Viven de su pobre agricultura treinta y cuatro vecinos en este pueblo».

## Demografía
| Gráfica de evolución demográfica de Izarra entre 2000 y 2017 |
|                                                              |
| Población de derecho según los censos de población del INE.  |

## Monumentos

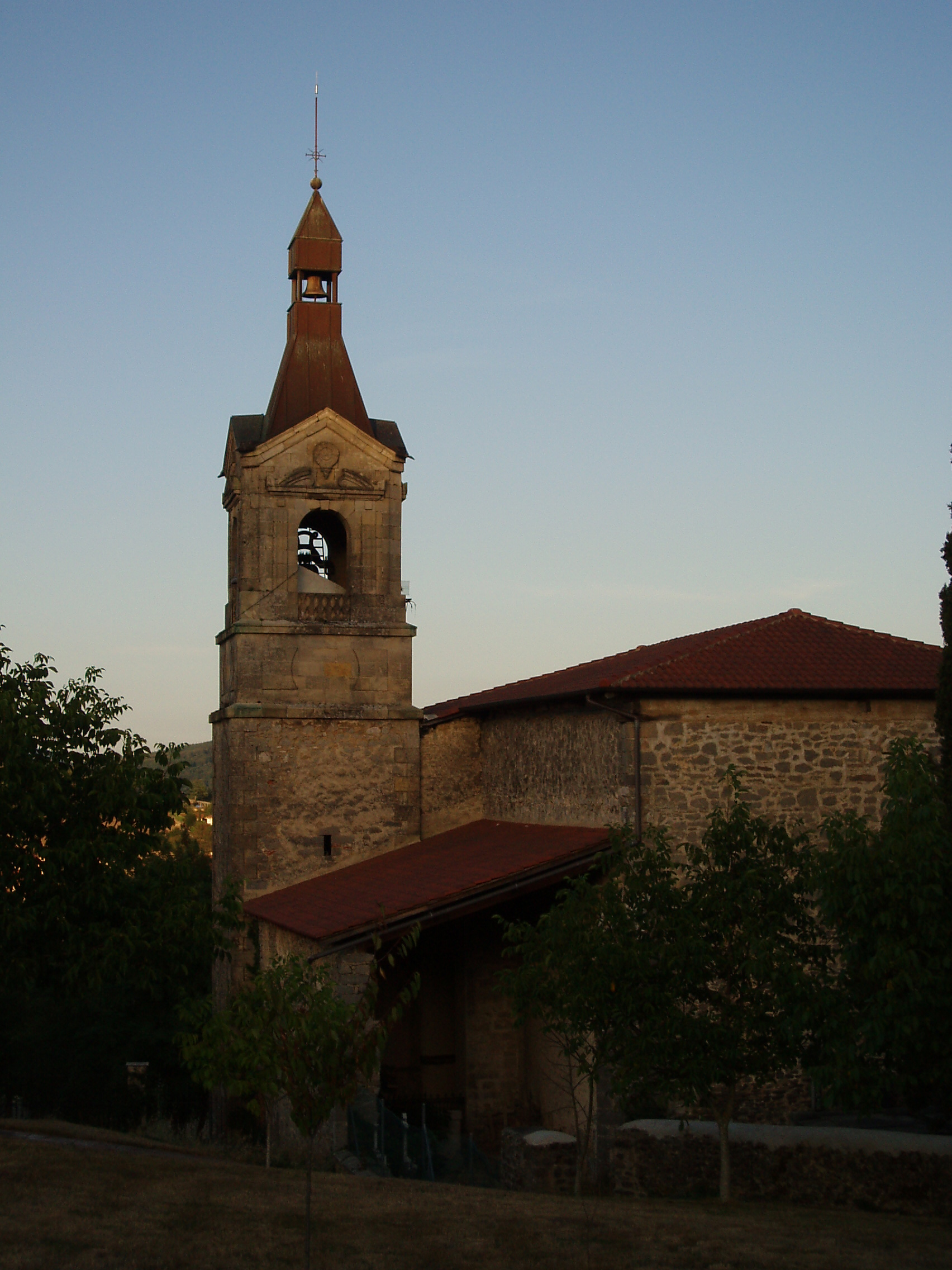
Iglesia del Rosario

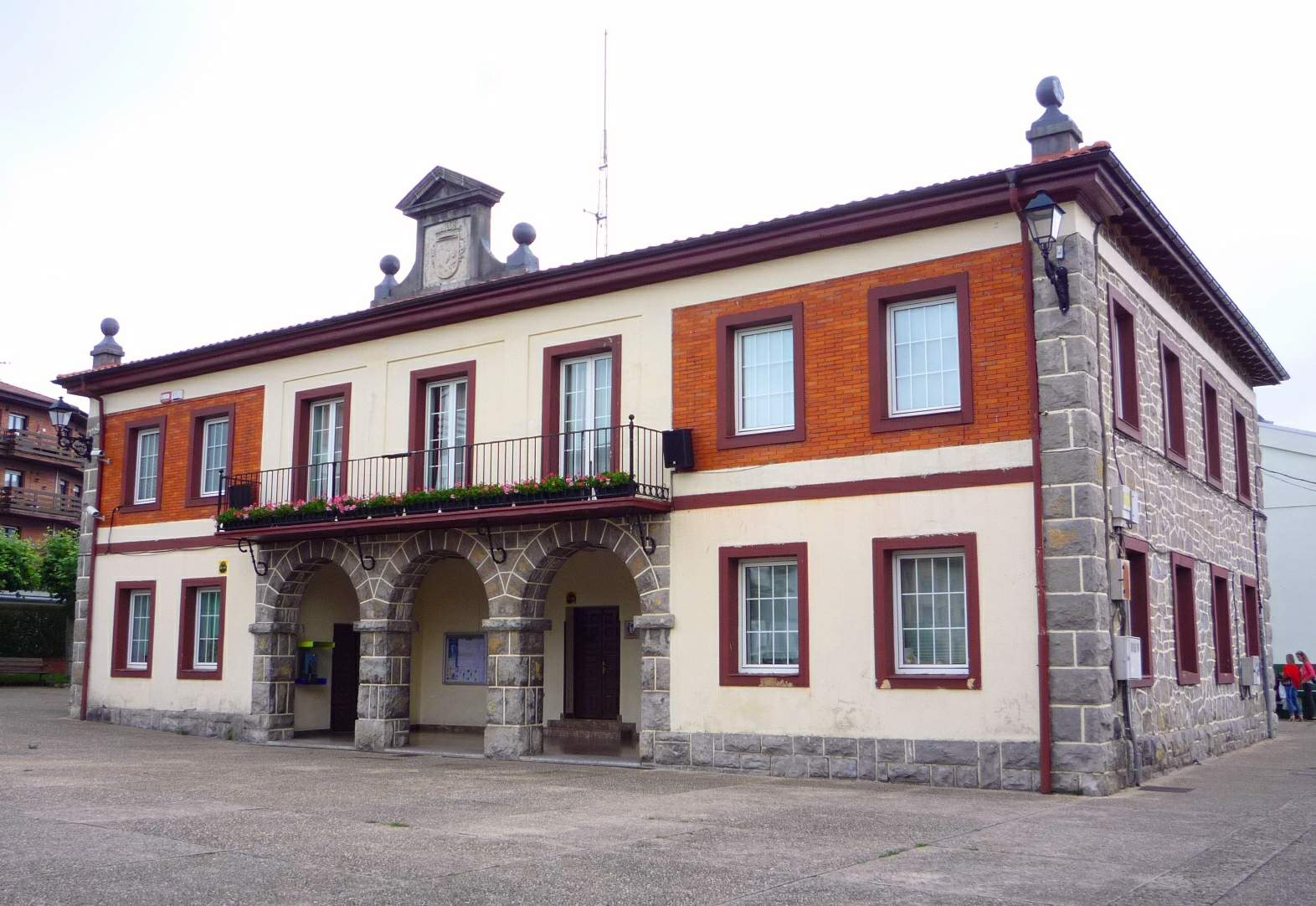
Ayuntamiento de Urcabustaiz

- Iglesia de la Natividad de Nuestra Señora (conocida popularmente como parroquia de Nuestra Señora del Rosario). Erigida en el siglo XVI, posee un retablo mayor neoclásico y torre con esbelto chapitel.  Merece recordarse por un hecho extraordinario acaecido en 1816. Se estaba celebrando en ella una Santa Misión, dirigida no sólo a los feligreses del pueblo, sino también a los residentes de los pueblos de alrededor. Estaba ocupada la iglesia por numerosos fieles, cuando sus bóvedas góticas se desplomaron, desprendiéndose numerosas piedras que cayeron sobre los fieles asistentes. La magnitud de la catástrofe fue muy importante, pues hubo que lamentar la muerte de siete personas y un número considerable de heridos.[3]
- Iglesia de San José. En 1946 se construye una nueva iglesia, bajo el patrocinio de San José. Fueron los arquitectos Jesús Guinea y Emilio de Apraiz los que proyectaron y dirigieron las obras. Una obra funcional, pues la iglesia consta de una sola nave, con un ábside semicircular, sin ninguna originalidad, con una cubierta soportada por cerchas metálicas a la vista. [4]
- Ermita de Santa Lucía. Erigida en el siglo XX. Es una edificación rural rematada por una espadaña metálica. La puerta de entrada se abre de cara a la calle. Es adintelada y junto a ella se encuentra un ventanal enrejado que hace visible desde el exterior la imagen de Santa Lucía. Es una construcción de dos tramos: el primero, muy corto y cubierto de cielo raso, se abre a la nave mediante tres arcos apeados en pies derechos; la nave abovedada es de construcción reciente. El retablo es neoclásico y encuadra una imagen moderna de la santa titular. [5]
- Ayuntamiento.
- Estación de ferrocarril. La estación fue inaugurada el 30 de agosto de 1863.

## Elementos patrimoniales menores[6]
- Fuente de abajo
- Fuente de arriba
- Fuente de la estación de Renfe
- Puente Icuzco
- Fuente Santorcari
- Molino de abajo (Desaparecido)
- Molino de arriba (Desaparecido)

## Árboles singulares del País Vasco
En el municipio de Izarra se ubica uno de los árboles incluidos en el inventario del Gobierno Vasco de árboles singulares del País Vasco.

#### Tejo de Izarra o Tejo de Doña Lola[7]
- Especie: Taxus baccata.
- Altura: 12 m.
- Edad: Desconocida.
- Ubicación: En la zona de recreo conocida como Parque de Ostuño, en el núcleo urbano de Izarra, Urcabustaiz.
- Singularidad: Dimensiones y belleza.

## Personajes ilustres
- José de Amézola y Aspizúa (Izarra, 1874-Bilbao, 1922) Fue el primer medallista olímpico español, consiguiendo este hito en la modalidad de pelota vasca (cesta punta) en los Juegos Olímpicos de París 1900.
- Julián Ezkurra Pérez de Fontecha, (Izarra, 21 de abril de 1930-Bilbao, 25 de noviembre de 2021). Compositor y director.[8]

## Fiestas
Las Fiestas Patronales de Izarra, en honor de Nuestra Señora la Virgen del Rosario, se celebran el primer fin de semana de octubre, coincidiendo con el santoral de la Patrona. Son las fiestas de mayor arraigo e importancia del municipio al ser Izarra la capital administrativa de Urcabustaiz.
Estas fiestas patronales tienen un origen religioso, por lo que se venera a su Patrona mediante los oficios religiosos. La culminación de éstos se encuentra en la Misa Mayor del Domingo en la que los feligreses al oír el volteo de campanas del mediodía acuden a la Iglesia cuya titular es la Virgen del Rosario. Allí imploran a su Señora para que les proteja durante todo el año siguiente. El acto religioso alcanza su momento más solemne cuando el Coro de Izarra despide junto al resto de los presentes a su Virgen del Rosario al son del "Agur Jesusen Ama". Ya en el exterior del templo los Txistularis del Ayuntamiento y el Grupo de Danzas del pueblo le rinde honores para finalmente ser devuelta a su Altar.